# Нюхчинское сельское поселение
Ню́хчинское сельское поселение — упразднённое муниципальное образование (сельское поселение) в Беломорском районе Республики Карелия. Административным центром поселения и единственным населённым пунктом было село Нюхча.

## Общие сведения
Нюхчинское сельское поселение было образовано 1 ноября 2004 года.
Нюхчинское сельское поселение находилось на юго-востоке Беломорского района Карелии, в бассейне реки Нюхча. Граничило с Сумпосадским сельским поселением и Золотухским сельским поселением Онежского района Архангельской области.
Нюхчинское сельское поселение было упразднено с 21 марта 2013 года. Село Нюхча вошло в состав Сумпосадского сельского поселения.

## Население
| 2009 | 2010 | 2012 | 2013 |
| ---- | ---- | ---- | ---- |
| 373  | ↘339 | ↘323 | ↘307 |